# In the Clutches of the Gang
In the Clutches of the Gang é um filme em curta-metragem do gênero comédia norte-americano de 1914, dirigido por George Nichols. O filme é presumido como perdido.